# 刺芹

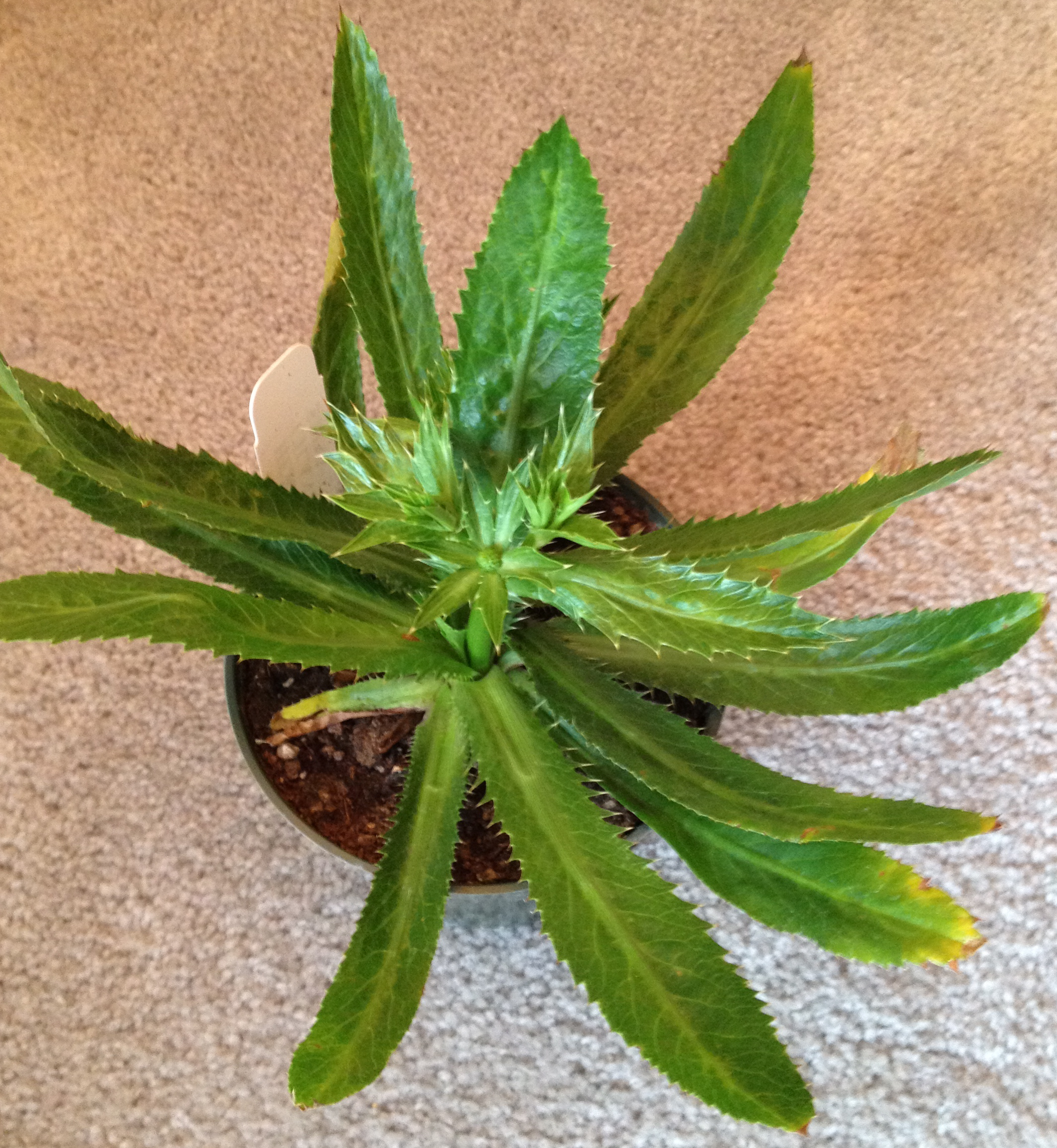
刺芹

刺芹（学名：Eryngium foetidum），又名假芫荽、节节花、野香草（广东）、假香荽（广西）、缅芫荽、大香菜（云南）、刺芫荽，为伞形科刺芹属的植物。分布于安的列斯群岛、亚洲、南美、非洲、中美以及中国大陆的广东、云南、贵州、广西等地，生长于海拔100米至1,540米的地区，常生于路旁、丘陵、山地林下以及沟边等湿润处。加勒比地區的人們會用它來腌菜及治療燒傷、發燒、瘧疾、癲癇等。